# Sheree North
Pour les articles homonymes, voir North.
Sheree North (Dawn Shirley Crang) est une actrice américaine née le 17 janvier 1932 à Los Angeles, Californie, (États-Unis), et morte à Los Angeles (Californie) le 4 novembre 2005.

## Biographie
Sheree North s'est séparée de son mari Bud Freeman pendant le tournage du film Le Chemin de l'or (The Way to the Gold) en 1956.

### Mort
Elle décède de complications chirurgicale le 4 novembre 2005 à 73 ans.

## Filmographie partielle

### Cinéma
- 1953 : Il y aura toujours des femmes (Here Come the Girls), de Claude Binyon (non créditée)
- 1954 : C'est pas une vie, Jerry (Living It Up), de Norman Taurog
- 1955 : Deux Filles en escapade (How to Be Very, Very Popular) de Nunnally Johnson
- 1956 : The Lieutenant Wore Skirts, de Frank Tashlin
- 1956 : Les Rois du jazz (The Best Things in Life Are Free), de Michael Curtiz
- 1957 : The Way to the Gold, de Robert D. Webb
- 1957 : Les Sensuels (No Down Payment), de Martin Ritt
- 1958 : Le Temps de la peur (In Love and War), de Philip Dunne
- 1958 : Mardi Gras, d'Edmund Goulding
- 1966 : Destination Inner Space (en), de Francis D. Lyon
- 1969 : Filles et show business (The Trouble with Girls), de Peter Tewksbury
- 1969 : Les Parachutistes arrivent (The Gypsy moths), de John Frankenheimer
- 1971 : L'Homme de la loi (Lawman), de Michael Winner
- 1971 : L'Organisation (The Organization), de Don Medford
- 1973 : Tuez Charley Varrick ! (Charley Varrick), de Don Siegel
- 1973 : Échec à l'organisation (The Outfit), de John Flynn
- 1975 : L'Évadé (Breakout), de Tom Gries
- 1976 : Le Dernier des géants (The Shootist), de Don Siegel
- 1977 : Un espion de trop (Telefon), de Don Siegel
- 1988 : Maniac Cop, de William Lustig
- 1990 : Cold Dog Soup, de Alan Metter
- 1991 : Sans aucune défense (Defenseless), de Martin Campbell
- 1998 : Susan a un plan (Susan's Plan) de John Landis

### Télévision
- 1954 : The Red Skelton Show - série télévisée - (1 épisode)
- 1957 : Playhouse 90 - série télévisée - (1 épisode)
- 1963 : Les Incorruptibles (The Untouchables) - série télévisée - (1 épisode)
- 1963 : Gunsmoke - série télévisée - (1 épisode)
- 1963 : The Eleventh Hour (en) - série télévisée - (1 épisode)
- 1963 : Breaking Point - série télévisée - (2 épisodes)
- 1963-1965 : L'Homme à la Rolls (Burke's Law) - série télévisée - (3 épisodes)
- 1964-1966 : Le Virginien (Burke's Law) - série télévisée - (2 épisodes)
- 1965 : The Loner (en) - série télévisée - (1 épisode)
- 1965 : Match contre la vie (Run for Your Life) - série télévisée - (1 épisode)
- 1965-1967 : Le Fugitif (The Fugitive) - série télévisée - (2 épisodes)
- 1966 : La Grande Vallée (The Big Valley) - série télévisée - (1 épisode)
- 1966 : Le Cheval de fer (Iron Horse) - série télévisée - (1 épisode)
- 1968 : Mannix - série télévisée - (Saison 2 épisode 02: "Un Cas de Conscience (Comes Up Rose)") - Rose
- 1968 : Cent filles à marier (Here Come the Brides) - série télévisée - (1 épisode)
- 1969 : My Friend Tony - série télévisée - (1 épisode)
- 1970 : Les Règles du jeu (The Name of the Game) - série télévisée - (1 épisode)
- 1971 : Ah ! Quelle famille (The Smith Family) - série télévisée - (1 épisode)
- 1972 : Opération danger (Alias Smith and Jones) - série télévisée - (1 épisode)
- 1972 : En piste (Rolling Man), de Peter Hyams (téléfilm)
- 1972 : Cannon (Cannon) - série télévisée - (1 épisode)
- 1973 : Trouble Comes to Town, de Daniel Petrie (téléfilm)
- 1973 : McMillan (McMillan & Wife) - série télévisée - (1 épisode)
- 1973 : Kung Fu - série télévisée - (1 épisode)
- 1973 : Les Rues de San Francisco (The Streets of San Francisco) - série télévisée - (1 épisode)
- 1973 : Maneater, de Vince Edwards (téléfilm)
- 1973 : Key West, de Philip Leacock (téléfilm)
- 1974 : Winter Kill, de Jud Taylor (téléfilm)
- 1974 : Kojak - série télévisée - (2 épisodes)
- 1974 : Hawaï police d'État (Hawaii Five-O) - série télévisée - (1 épisode)
- 1974 : Barnaby Jones - série télévisée - (1 épisode)
- 1974 : The Whirlwind, de Glenn Jordan (téléfilm)
- 1974 : L'aventure est au bout de la route (Movin' On) - série télévisée - (2 épisodes)
- 1974-1975 : The Mary Tyler Moore Show - série télévisée - (2 épisodes)
- 1975 : A Shadow in the Streets, de Richard Donner (téléfilm)
- 1976 : Docteur Marcus Welby (Marcus Welby M.D.) - série télévisée - (1 épisode)
- 1977 : Switch - série télévisée - (1 épisode)
- 1977 : Baretta - série télévisée - (1 épisode)
- 1977 : The Night They Took Miss Beautiful (en), de Robert Michael Lewis (téléfilm)
- 1978 : L'Île fantastique (Fantasy Island) - série télévisée - (1 épisode)
- 1978 : Le Justicier solitaire (télévision) (A Real American Hero), de Lou Antonio (téléfilm)
- 1979 : Women in White, de Jerry London (téléfilm)
- 1979 : Strip-teaseuse malgré elle (Portrait of a Stripper), de John A. Alonzo (téléfilm)
- 1980 : Marilyn, une vie inachevée (Marilyn: The Untold Story), de Jack Arnold et John Flynn (téléfilm)
- 1984 : Magnum - série télévisée - (1 épisode)
- 1984 : Scorned and Swindled, de Lee H. Katzin (téléfilm)
- 1985 - 1989 : Les Craquantes (The Golden Girls) - série télévisée - (2 épisodes)
- 1986 : Matlock - série télévisée - (2 épisodes)
- 1987 : Arabesque - série télévisée - (1 épisode)
- 1989 : Jake Spanner, Private Eye, de Lee H. Katzin (téléfilm)
- 1989 : Freddy, le cauchemar de vos nuits (Freddy's Nightmare) - série télévisée - (1 épisode)
- 1989 : Rick Hunter - série télévisée - (1 épisode)
- 1991 : Échec et meurtre (Dead on the Money), de Mark Cullingham (téléfilm)
- 1995 - 1998 : Seinfeld - série télévisée - (2 épisodes)